# Catecismo Racoviano
O Catecismo Racoviano é o texto publicado pela Irmandade polonesa que resume e ordena seus ensinos, geralmente conhecidas como socinianismo segundo o nome de seu pensador principal, o reformador Fausto Socino (1539-1604). Considera-se a primeira obra teológica sistêmica do antitrinitarismo.

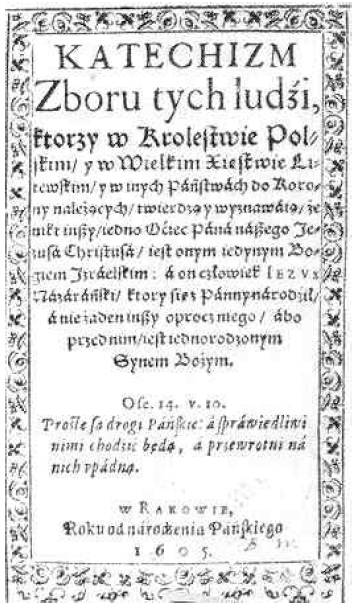
Catecismo Recoviano

O título original do Catecismo em latim é Catechesis Ecclesiarum quœ in Regno Poloniæ, et magno Ducato Lithuaniæ, et aliis ad istud Regnum pertinentibus Provinciis, affirmant, neminem alium, prœter Patrem Domini nostri Jesu Christi, esse illum unum DEUM Israëlis.

## Primeiras edições do Catecismo
A primeira edição do Catecismo Racoviano é de 1605 em polonês, 1609 em latim e foi publicada pela Gymnasium Bonarum Artium em Raków, cidade polaca de que toma o nome e na que estiveram arraigados a Irmandade polonesa. Pouco depois, apareceram também traduções em alemão, inglês e holandês.

## O Catecismo Racoviano na Inglaterra
A edição de 1614 do Catecismo Racoviano foi dedicada ao rei Jaime I da Inglaterra e foram-lhe enviados numerosos exemplares. No entanto, o monarca sentiu-se ultrajado ante o que considerava uma obra herética, pelo que ordenou que os livros fossem queimados publicamente. Não obstante, as ideias antitrinitarias do Catecismo Racoviano seguiram infiltrando-se na Inglaterra e novas cópias publicadas na Holanda foram distribuídas secretamente entre membros da Igreja de Inglaterra e de confissões dissidentes. O filósofo John Locke, entre outros, estava muito interessado no socinianismo e sua biblioteca contava com abundantes obras desta corrente teológica. Considera-se que a distribuição do Catecismo Racoviano em Inglaterra é a causa inicial do surgimento nesse país do unitarismo.